# Drew Gehling
Andrew Shearer Gehling (nacido el 16 de octubre de 1982) es un actor de teatro y cine estadounidense, más conocido por su papel del Dr. Pomatter en el musical de Broadway Waitress, Billy & Ray de Garry Marshall. y como la voz de Gord en el videojuego de 2006 Bully de Rockstar Games.

## Biografía
Gehling creció en Sedgefield, Carolina del Norte, actuando de niño en varios espectáculos con el Greensboro Children's Theatre y el Livestock Players Youth Theatre. Asistió a laUniversidad Carnegie Mellon en Pittsburgh.
Después de graduarse de Carnegie Mellon, Gehling reservó "Snow White - An Enchanting Musical" en el Disneyland Resort.
Gehling hizo su debut en Broadway como Bob Gaudio en Jersey Boys y luego interpretó a Warren Smith en la reposición de Broadway de On a Clear Day You Can See Forever. Ha actuado fuera de Broadway en A Minister's Wife y Anne of Green Gables. En 2016, originó el papel de Jim Pomatter en el musical Waitress on Broadway, donde permaneció hasta el 2 de abril de 2017. Volvió a protagonizar junto a Betsy Wolfe el 27 de junio de 2017. Entre mayo y junio de 2017, interpretó a Joe Bradley en Roman Holiday en el Golden Gate Theatre de San Francisco.
Comenzó a protagonizar un nuevo musical Dave en Arena Stage en Washington D. C., el 13 de julio de 2018, en los roles duales de Dave Kovic y el presidente Bill Mitchell. El musical tiene música de Tom Kitt, letra de Nell Benjamin y libreto de Benjamin y Thomas Meehan.
Gehling se unió al elenco de Off-Broadway de Little Shop of Horrors como Orin en marzo de 2023.

## Vida personal
Gehling estuvo casado anteriormente con la también intérprete y graduada de Carnegie Mellon Sara Jean Ford en 2009. Tienen una hija juntos llamada Anne Kelly Gehling.

## Filmografía

### Películas
| Año  | Título                        | Papel                | Notas |
| ---- | ----------------------------- | -------------------- | ----- |
| 2013 | Muhammad Ali's Greatest Fight | Marshall's Clerk     |       |
| 2019 | Unconformity                  | Dr. Petro Stein      |       |
| 2019 | The Day Shall Come            | Bank Manager         |       |
| 2023 | A Good Person                 | Max                  |       |
| 2023 | Waitress                      | James "Jim" Pomatter |       |

### Televisión
| Año  | Título                    | Papel                       | Notas |
| ---- | ------------------------- | --------------------------- | ----- |
| 2012 | 30 Rock                   | Bradley Tarkin Jr.          |       |
| 2013 | 67th Tony Awards          | Él mismo - Presentador      |       |
| 2013 | Smash                     | Bartender                   |       |
| 2016 | Elementary                | Caden Barrymore             |       |
| 2018 | Unbreakable Kimmy Schmidt | Danford                     |       |
| 2018 | The Good Fight            | Bartender                   |       |
| 2018 | Dietland                  | Jack                        |       |
| 2018 | Succession                | Business Alchemist          |       |
| 2019 | The Code                  | Lt. Zephyr 'Tank' Tarkanian |       |
| 2021 | The Blacklist             | Skip Hadley                 |       |

### Teatro
| Año     | Título                             | Papel                                | Notas                |
| ------- | ---------------------------------- | ------------------------------------ | -------------------- |
| 2006    | Hello Dolly!                       | Ambrose Kemper                       | Paper Mill Playhouse |
| 2007    | Ana la de Tejas Verdes             | Gilbert Blythe                       | Off-Broadway         |
| 2007    | Jersey Boys                        | Bob Gaudio                           | Chicago              |
| 2009    | The Happy Embalmer                 | Sherpa / Quad                        | Off-Broadway         |
| 2009-10 | Jersey Boys                        | Bob Gaudio                           | Broadway             |
| 2011    | Barefoot Boy With Cheek            | Roger Hailfellow                     | Workshop             |
| 2011    | A Minister's Wife                  | Lexy                                 | Off-Broadway         |
| 2011    | On a Clear Day You Can See Forever | Warren Smith                         | Broadway             |
| 2012-14 | Jersey Boys                        | Bob Gaudio                           | Broadway             |
| 2014    | Death Note: The Musical            | L Lawliet                            | Workshop             |
| 2014    | Billy & Ray                        | Jefe de estudio                      | Off-Broadway         |
| 2015    | Waitress                           | Dr. Jim Pomatter                     | Regional Premiere    |
| 2016-17 | Waitress                           | Dr. Jim Pomatter                     | Broadway             |
| 2016    | Roman Holiday                      | Joe Bradley                          | Workshop             |
| 2017    | Roman Holiday                      | Joe Bradley                          | Golden Gate Theatre  |
| 2017-18 | Waitress                           | Dr. Jim Pomatter                     | Broadway             |
| 2018    | The Secret Garden                  | Dr. Neville Craven                   | Pre-Broadway Lab     |
| 2018    | Dave                               | Dave Kovic / President Bill Mitchell | Arena Stage          |
| 2018    | Waitress                           | Dr. Jim Pomatter                     | Broadway             |
| 2019    | Almost Famous                      | Jeff Bebe                            | Regional Premiere    |
| 2019-20 | Waitress                           | Dr. Jim Pomatter                     | Broadway             |
| 2021    | Waitress                           | Dr. Jim Pomatter                     | Broadway             |
| 2022    | Almost Famous                      | Jeff Bebe                            | Broadway             |
| 2023-   | Little Shop of Horrors             | Dr. Orin Scrivello & Otros           | Off-Broadway         |

### Videojuegos
| Año  | Título | Papel        | Notas |
| ---- | ------ | ------------ | ----- |
| 2006 | Bully  | Gord Vendome |       |